# Papiro 46

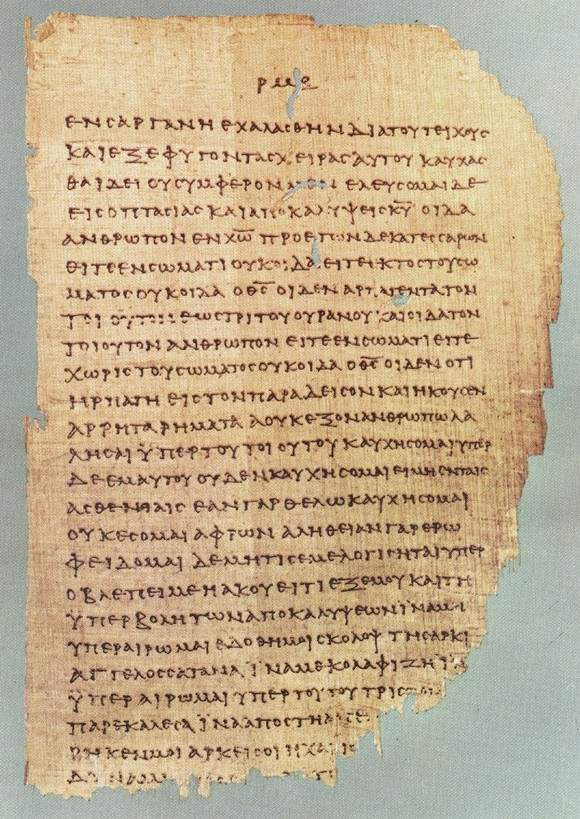
Una página del Papiro 46

El Papiro 46 (en la numeración Gregory-Aland), designado por la siglas {\displaystyle {\mathfrak {P}}}46, es uno de los manuscritos del Nuevo Testamento en griego más antiguos que existen. Contiene la mayor parte de las epístolas paulinas, escritas en papiro. Su 'fecha más probable' se sitúa en los años 175-225. Algunas de las hojas son parte de los Papiros bíblicos Chester Beatty, y las otras están en la Colección de Papiros de la Universidad de Míchigan.

## Contenido del papiro
El {\displaystyle {\mathfrak {P}}}46 contiene la mayoría de las epístolas de Pablo, aunque con algunos folios perdidos. Según el sitio web Bible Research (Investigaciones de la biblia), este contiene (en orden) "los últimos ocho capítulos de Romanos; toda a los Hebreos; prácticamente toda a los 1–2 a los Corintios; todas a los Efesios, Gálatas, Filipenses, Colosenses; y dos capítulos de 1 Tesalonicenses. Todas las hojas han perdido algunas líneas en la parte inferior por el deterioro."
| Folio          | Contenido                                                                                      | Ubicación |
| -------------- | ---------------------------------------------------------------------------------------------- | --------- |
| 1-7            | Romanos 1:1-5:17                                                                               | Perdido   |
| 8              | Rom 5:17-6:14                                                                                  | CB        |
| 9-10           | Rom 6:14-8:15                                                                                  | Perdido   |
| 11-15          | Rom 8:15-11:35                                                                                 | CB        |
| 16-17          | Rom 11:35-14:8                                                                                 | Mích.     |
| 18 (fragmento) | Rom 14:9-15:11                                                                                 | CB        |
| 19-28          | Rom 15:11-Hebreos 8:8                                                                          | Mích.     |
| 29             | Heb 8:9-9:10                                                                                   | CB        |
| 30             | Heb 9:10-26                                                                                    | Mích.     |
| 31-39          | Heb 9:26-1 Corintios 2:3                                                                       | CB        |
| 40             | 1 Cor 2:3-3:5                                                                                  | Mích.     |
| 41-69          | 1 Cor 3:6-2 Corintios 9:7                                                                      | CB        |
| 70-85          | 2 Cor 9:7-fin, Efesios, Gálatas 1:1-6:10                                                       | Mích.     |
| 86-94          | Gal 6:10-fin, Filipenses, Colosenses, 1 Tesalonicenses 1:1-2:3                                 | CB        |
| 95-96          | 1 Tes 2:3-5:5                                                                                  | Perdido   |
| 97 (fragmento) | 1 Tes 5:5, 23-28                                                                               | CB        |
| 98-104         | Se cree que 1 Tes 5:28-2 Tesalonicenses, 1 Timoteo, 2 Timoteo, Tito, Filemón (léase más abajo) | Perdido   |

### Dimensiones
El Folio mide aproximadamente 28×16 cm con una columna única de texto aproximadamente de 11.5 cm. Hay entre 266 y 32 líneas (filas) por página, aunque tanto el ancho de las filas como el número de filas por página, aumentan progresivamente. Las filas de texto al final de cada página están dañadas, (incompletas), con entre 1-2 líneas incompletas en el primer cuarto de MS, 2-3 líneas a la mitad central, y más de siete líneas incompletas en el cuarto final.

### Contenido cuestionable
Las siete hojas perdidas del papiro del principio indiscutiblemente contenían la primera mitad de Romanos. Sin embargo, el contenido de las siete hojas perdidas del papiro del final es incierto. Habría suficiente espacio para 2 Tesalonicenses y posiblemente Filemón, pero no para las Epístolas pastorales. Kenyon calcula que 2 Tesalonicenses requeriría dos hojas, dejando solamente cinco hojas restantes (10 páginas) para el resto canónico de la literatura de Pablo — la 1 Timoteo (estimada en 8.25 páginas), la 2 Timoteo (en 6 páginas), Tito (en 3.5 páginas) y Filemón (en 1.5 páginas) — en total se requerían diez hojas (19.25 páginas).

### Interpunción
En Romanos, Hebreos y los últimos capítulos de 1 Corintios se encuentran trazos pequeños y gruesos o puntos; generalmente se acepta que son de la mano de un lector más bien que del productor del manuscrito ya que la tinta siempre es más pálida que la misma del texto. Ellas parece que marcan divisiones con sentido (similar a la numeración en versículos encontrada en las Biblias) y también se encuentran en porciones del {\displaystyle {\mathfrak {P}}}45, lo que es una posible evidencia de lecturas en la comunidad que tenía ambos códices.

### Nomina sacra
El {\displaystyle {\mathfrak {P}}}46 utiliza un sistema amplio y bien desarrollado de nomina sacra. Griffin argumenta en contra de Kim, en parte, que tal uso extenso del sistema de nomina sacra casi elimina cualquier posibilidad de que el manuscrito date del siglo I. El admitió, sin embargo, que la fecha de Kim no se puede descartar solo en esta base, ya que la procedencia exacta del sistema de nomina sacra en sí no está bien establecida.

## Texto
El texto griego del códice es una representación del tipo textual alejandrino. Kurt Aland lo ubicó en la Categoría I.
En Romanos 16:15 hay una lectura singular Βηρεα και Αουλιαν por Ιουλιαν, Νηρεα.
En 1 Corintios 2:1 se lee μυστηριον junto con א, Α, C, 88, 436, ita,r, syrp, copbo. En otros manuscritos se lee μαρτυριον o σωτηριον.
En 1 Corintios 2:4 se lee πειθοις σοφιας (de sabiduría persuasivas) en vez de πειθοις σοφιας λογοις (palabras persuasivas de sabiduría), la lectura coincide únicamente con el Códice Boerneriano (texto griego).
En 1 Corintios 7:5 se lee τη προσευχη (la oración) junto con el {\displaystyle {\mathfrak {P}}}11, א*, A, B, C, D, F, G, P, Ψ, 6, 33, 81, 104, 181, 629, 630, 1739, 1877, 1881, 1962, it vg, cop, arm, eth. En otros manuscritos se lee τη νηστεια και τη προσευχη (el ayuno y la oración) o τη προσευχη και νηστεια (oración y ayuno).
En 1 Corintios 12:9 se lee εν τω πνευματι en vez de εν τω ενι πνευματι.
En 1 Corintios 15:47 hay una lectura singular δευτερος ανθρωπος πνευματικος en vez de δευτερος ανθρωπος (א*, B, C, D, F, G, 0243, 33, 1739, it, vg, copbo eth); o δευτερος ανθρωπος ο κυριος (אc, A, Dc, K, P, Ψ, 81, 104, 181, 326, 330, 436, 451, 614, 629, 1241, 1739mg, 1877, 1881, 1984, 1985, 2127, 2492, 2495, Biz, Lec).
En 2 Corintios 1:10 se lee τηλικουτων θανατων, junto con 630, 1739c, itd,e, syrp,h, goth; la mayoría de lecturas τηλικουτου θανατου.
Gálatas 6:2 — αναπληρωσατε ] αποπληρωσετε
Efesios 4:16 — κατ' ενεργειας ] και ενεργειας.
Efesios 6:12 — αρχας προς τας εξουσιας ] μεθοδιας

## Procedencia
La procedencia del papiro es desconocida, aunque probablemente fue descubierto originalmente en las ruinas de una antigua iglesia cristiana o monasterio. Tras el descubrimiento en el Cairo, el manuscrito fue dividido por los negociantes. Diez hojas fueron compradas por Chester Beatty en 1930; la Universidad de Míchigan adquirió seis en 1931 y 24 en 1933. Beatty compró 46 más en 1935, y su adquisición ahora forma parte de los papiros bíblicos Chester Beatty, once códices de material bíblico.

## Fecha
Al igual que con todos los manuscritos fechados solamente por la paleografía, la fecha del {\displaystyle {\mathfrak {P}}}46 es incierta. El primer editor de las partes del papiro, H. A. Sanders, propuso una fecha probable tan adelante como a la mitad del siglo III. F. G. Kenyon, un editor posterior, prefirió una fecha en la primera mitad del siglo III. Ahora el manuscrito en ocasiones es fechado cerca del 200. Young Kyu Kim ha argumentado para una fecha excepcionalmente antigua al año 80 d. C. Griffin criticó y disputó la fecha de Kim, ubicando la 'fecha más probable' entre 175-225, con un 'intervalo de confianza del 95%' para una fecha entre 150-250.
Comfort y Barrett han afirmado que el {\displaystyle {\mathfrak {P}}}46 comparte afinidades con los siguientes:
- P. Oxy. 8 (asignado a finales del siglo I y principios del siglo II),
- P. Oxy. 841 (la segunda mano, que no puede fecharse a más tardar 125-150),
- P. Oxy. 1622 (fechado con confianza al pre-148, probablemente durante el reinado de Adriano (117–138), por el texto documentario en el verso),
- P. Oxy. 2337 (asignado a finales del siglo I),
- P. Oxy. 3721 (asignado a la segunda mitad del siglo II),
- P. Rylands III 550 (asignado al siglo II), y
- P. Berol. 9810 (principios del siglo II).

Con esto, concluyen que, apunta a una fecha a mediados del siglo II para el {\displaystyle {\mathfrak {P}}}46.